# Saraiki
Le saraiki, aussi appelé seraiki ou siraiki, est une langue parlée par l’ethnie saraiki du Pakistan et faisant partie du groupe de langues lahnda et proche du pendjabi. La langue est parlée dans le centre et le sud de la province du Pendjab.
Le saraiki est parfois présenté comme un dialecte du pendjabi. En descendant dans le sud du Pendjab, la langue diffère de plus en plus du pendjabi, subissant l'influence du sindhi. La langue compte près de 25 millions de locuteurs pakistanais et constitue le quatrième groupe ethnolinguistique du pays.
Le saraiki ne bénéficie d'aucune reconnaissance au Pakistan, ni au niveau national ni au niveau local. Toutefois, des discussions sont en cours entre plusieurs partis politiques pour créer une province pour la population saraiki en divisant le Pendjab.
Parmi les importantes personnalités membres de cette ethnie, on trouve l'ancien Premier ministre Youssouf Raza Gilani ou l'ancien ministre Shah Mehmood Qureshi, ou encore l'ancien président Farooq Leghari.

## Nombre de locuteurs

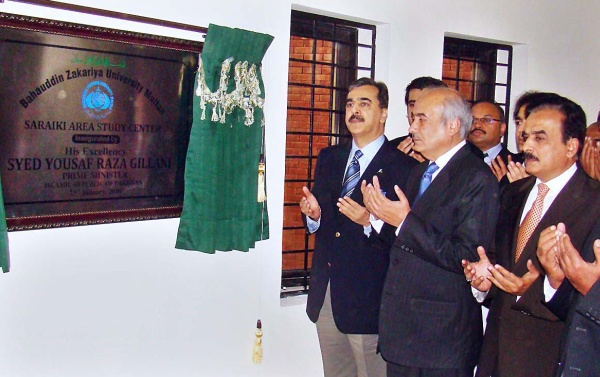
Le Premier ministre Youssouf Raza Gilani (à gauche) inaugure un centre d'étude saraiki.

Selon Ethnologue, le saraiki est parlé par 19 900 000 personnes au Pakistan en 2017 et par 109 000 en Inde en 2011, pour un total mondial de 20 009 000.
Le recensement mené par les autorités pakistanaises en 2017 établit la population parlant saraiki à 25,3 millions, soit 12,2 % des habitants du pays et 21 % dans le Pendjab. C'est le quatrième groupe ethnolinguistique du pays. On trouve également des minorités notables dans toutes les provinces du pays : 3,7 % à Khyber Pakhtunkhwa (particulièrement à Dera Ismail Khan), 2,7 % au Baloutchistan (Nasirabad) et 2,1 % dans le Sind (Karachi).

## Classification
Le saraiki est classifié différemment selon les sources, certaines le considèrent comme une langue à part entière et d’autres comme un dialecte.
Glottolog le classifie comme une langue du groupe lahnda.
Ethnologue, et la SIL International dans la norme ISO 639-3, le classifie comme langue faisant partie de la macrolangue lahnda, c’est-à-dire comme une de ses variantes ou dialectes.

## Écriture
Le saraiki est principalement écrit avec l’alphabet saraiki, un alphabet arabe adapté à l’écriture du saraiki. Il est écrit avec l’alphabet sindhi dans le Sind, aussi une adaptation de l’alphabet arabe. Il a aussi été écrit avec la devanagari par les hindous et le Gurmukhi par les sikhs. Du XVIIIe au XXe siècle, il est aussi écrit avec l’écriture multani (en).

## Prononciation

### Voyelles
|        | Antérieur | Central | Postérieur |
| ------ | --------- | ------- | ---------- |
| Fermé  | [i]       |         | [u]        |
|        |           | [ɪ][ʊ]  |            |
| Moyen  | [e]       |         | [o]        |
|        | [ɛ]       | [ə]     |            |
| Ouvert |           |         | [a]        |

Les voyelles centrales sont généralement plus brèves que les voyelles non centrales.
Les voyelles non centrales peuvent être nasalisées : [ĩ, ẽ, ɛ̃, ã, õ, ũ].

### Consonnes
|                     | Labiale   | Labio- dentale | Dentale   | Alvéolaire | Palato- alvéolaire | Rétroflexe | Palatale | Vélaire   | Glottale |
| ------------------- | --------- | -------------- | --------- | ---------- | ------------------ | ---------- | -------- | --------- | -------- |
| Occlusive           | [p] [b]   |                | [t̪] [d̪]   |            |                    | [ʈ] [ɖ]    |          | [k] [g]   |          |
| Occlusive aspirée   | [pʰ] [bʰ] |                | [t̪ʰ] [d̪ʰ] |            |                    | [ʈʰ] [ɖʰ]  |          | [kʰ] [gʰ] |          |
| Occlusive injective | [ɓ]       |                | [ɗ]       |            | [ʄ]                |            |          | [ɠ]       |          |
| Affriquée           |           |                |           |            | [tʃ] [dʒ]          |            |          |           |          |
| Affriquée aspirée   |           |                |           |            | [tʃʰ] [dʒʰ]        |            |          |           |          |
| Nasale              | [m]       |                | [n̪]       |            |                    | [ɳ]        |          | [ŋ]       |          |
| Fricative           |           | [f] [v]        | [s] [v]   |            |                    |            | [ʃ]      | [x] [ɣ]   | [h]      |
| Latérale            |           |                |           | [l]        |                    |            |          |           |          |
| Battue              |           |                |           | [ɾ]        |                    | [ɽ]        |          |           |          |
| Spirante            |           |                |           |            |                    |            | [j]      |           |          |